# Tyrannochthonius brooksi
Tyrannochthonius brooksi är en spindeldjursart som beskrevs av Harvey 1991. Tyrannochthonius brooksi ingår i släktet Tyrannochthonius och familjen käkklokrypare. Inga underarter finns listade i Catalogue of Life.